# ولم
ولم، روستایی است از توابع بخش مرکزی شهرستان بهشهر در استان مازندران ایران است.

## جمعیت
این روستا در دهستان پنج هزاره قرار دارد و براساس سرشماری مرکز آمار ایران در سال 1395، جمعیت آن 125نفر (44 خانوار) می‌باشد. از این تعداد افراد 63 زن و 62 مرد می‌باشند. مردم این روستا از قومیت طبری هستند. مردم این روستا به زبان طبری (مازندرانی) سخن می‌گویند.

## آب و هوا
روستای ولم بر روی کمربند کوهستانی واقع شده‌است و دارای هوایی نسبتاً سرد می‌باشد که از اواسط بهار تا اواخر تابستان دارای آب و هوایی معتدل می‌باشد و از اوایل پاییز هوا رو به سردی می گراید که در اواخر این فصل شدت سرما بیشتر می‌شود و از آخرین روزهای فصل پاییز می‌توانیم شاهد برف باشیم.

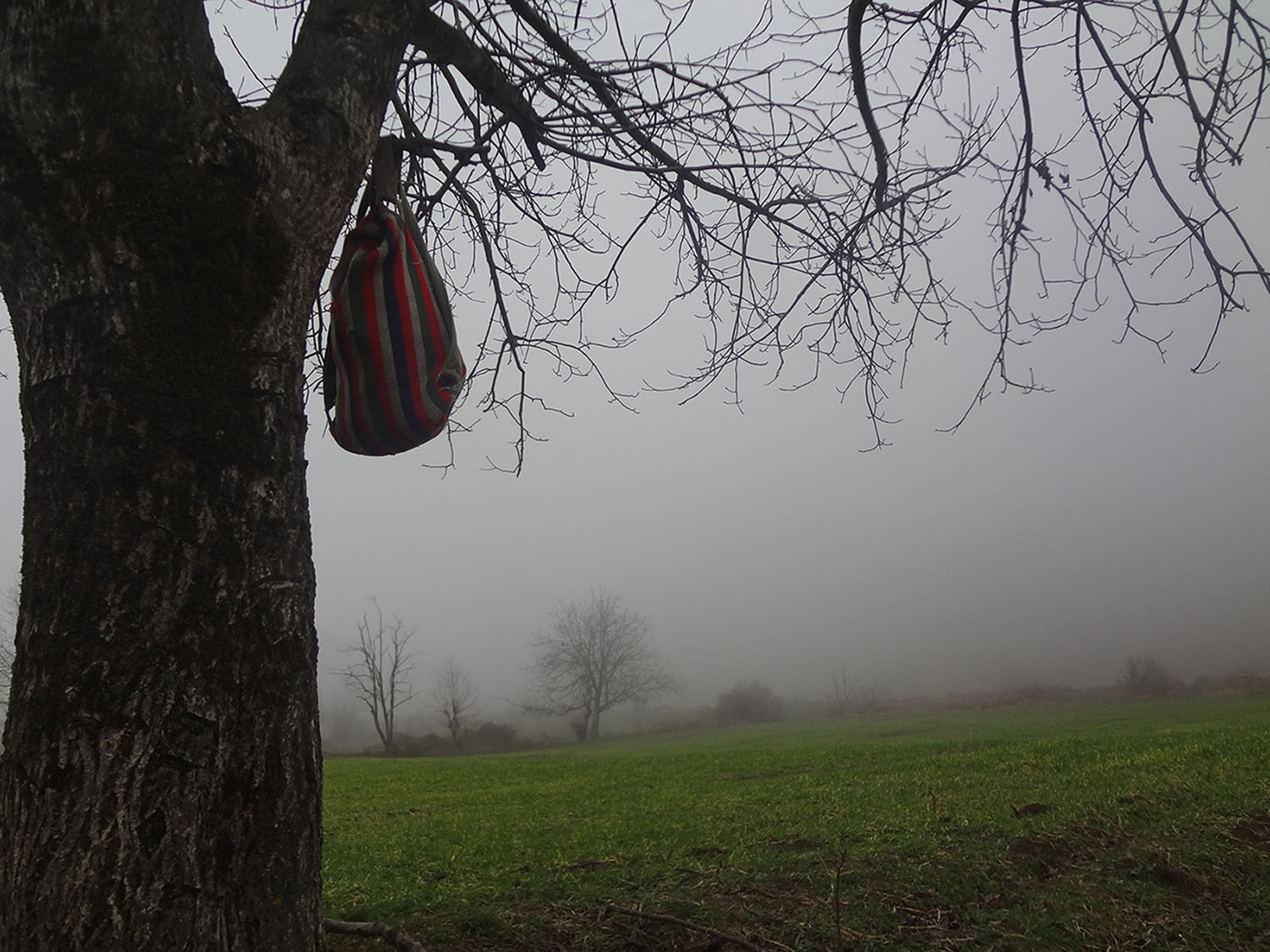
طبیعت بکر اطراف روستای ولمعکس از ابراهیم محسنی

## ساختار و اسکلت اصلی روستا
روستای ولم روستای کوچکی می‌باشد که با قدمتی بیش از 500 سال می‌باشد.پراکندگی خانه‌ها در این روستا زیاد نیست ولی با این وجود به سه قسمت کوچکتر تقسیم می‌شود که عبارتند از:
1. "سید محلّه" که در جنوب غربی روستا قرار دارد که همهٔ ساکنان آن سید می‌باشند و از فرزندان و نوادگان سید حسن حسینی می‌باشد.
2. "بالا محلّه" که در محدوده شمال شرقی و جنوب شرقی قرار دارد.
3. "پایین محله" که در شمال غربی روستا واقع شده‌است.
زمینهایی که به روستا نزدیک می‌باشد برای تأمین نیازهای روزمره خود از آن استفاده می‌شود و در آن میوه و سبزیجات کشت می‌شود.
زمینهایی که با کمی فاصله از روستا می‌باشند برای کشاورزی استفاده می‌شوند که 90 درصد زمین‌های روستا مختص کشاورزی می‌باشد.

## اماکن تفریحی و توریستی
این روستا در منطقه کوهستانی شمال کشور قرار دارد، بنابراین دارای هوای خنک و دلپذیری می‌باشد.
به‌طور کلی روستای ولم را می‌توان یک منطقه تفریحی و توریستی دانست چون دارای هوای لطیف، جنگلهای انبوه و زمین‌های کشاورزی و چشمه‌ها و رودخانه‌های فراوانی است.

### آبشار اسپه او
این آبشار در طرف شمال غربی روستا و در کنار رودخانه "مهربانرود" قرار دارد و به این رودخانه می ریزد.
آب چون از روی صخره‌ها عبور می‌کند و به رنگ سفید نمایان می‌شود باعث شده تا نام این آبشار را اسپه او(آب سفید) بگذارند.
آبشار زیبا و دیدنی اسپه او با ارتفاعی بالغ بر ۴۰۰ متر، در دل کوه سیاخانی از چشمه‌ای که از شکاف سنگی در زیر درختی کهنسال میجوشد سرچشمه میگیرد. این آبشار به صورت پله کانی و کاسه‌ای است و دارای حوضچه‌های آهکی متعدد در ۷ طبقه می‌باشد که در طول سالیان متمادی ایجاد شده اند و سرانجام به رودخانه مهربانرود می‌ریزد.
در اثر برخورد آب با سنگ‌های بستر و سر خوردن از روی آن‌ها حالتی کف آلود و سفید رنگ ایجاد می‌شود که نام این آبشار که به زبان محلی(مازندرانی) به همین معناست، از روی آن نهاده شده‌است.
آبشار بسیار باشکوه و بلند اسپه او پوشیده از خز می‌باشد و به خاطر شرایط آهکی بودن سنگ آن به راحتی میتوان از پایین تا محل سرچشمه از آبشار بالا رفت و از طراوت و خنکای آب و همچنین طبیعت و مناظر بی بدیل قسمت‌های مختلف آبشار لذت برد.

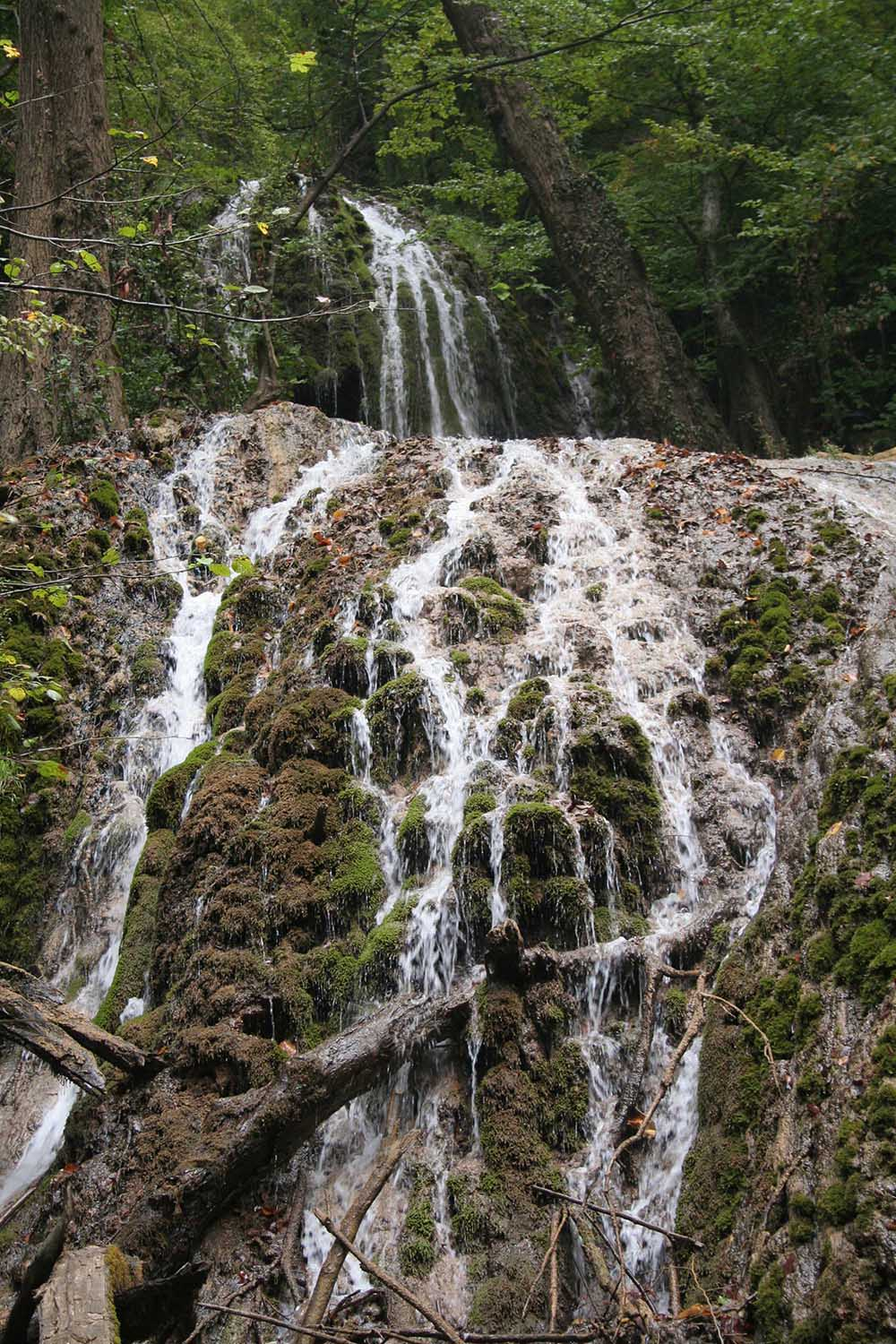
آبشار زیبای اسپه او روستای ولم

این آبشار پلکانی یکی از بزرگترین آبشارهای کشور می‌باشد که در نوع خود بی‌نظیر است و به همین دلیل همه ساله توجه توریست‌های زیادی را به خود جلب میکند.
 آبشار اسپه او در تاریخ 23 آبان 1394 در فهرست آثار طبیعی ملی به نام روستای ولم ثبت گردید.

### چشمه جزی
از دیگر مکان‌های دیدنی و پرجاذبه روستا جزی می‌باشد که در شمال روستا و به فاصله کمی از روستا(500 متر) قرار دارد.آب این چشمه از داخل غار تنگی بیرون می‌آید که بسیار خنک است و به علت آب تمیز و فراوان که خاصیت درمانی دارد همه ساله و عمدتاً تابستان‌ها افراد زیادی از شهر و روستاهای اطراف برای تفریح به این مکان می آیند.

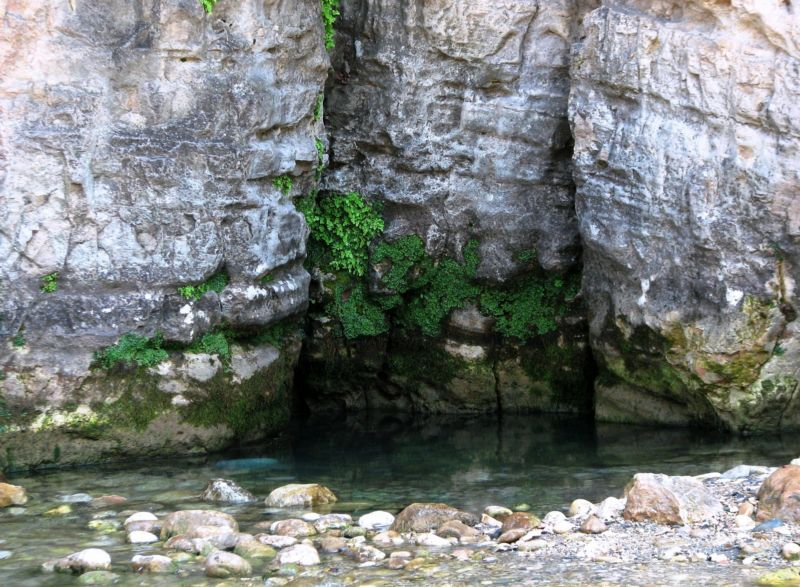
چشمه جزی در نزدیکی روستای ولم

### چشمه کئو
این چشمه که از فاصله 90 متری رودخانه به صورت چشمه‌ای پرآب می‌باشد، با جریانی آرام به رودخانه مهربانرود می پیوندد، بسیار زیبا و دیدنی است و آّب خنک و زلالی دارد که به دلیل کبود به نظر رسیدن آب آن، آن را "کئو" نامیدند.

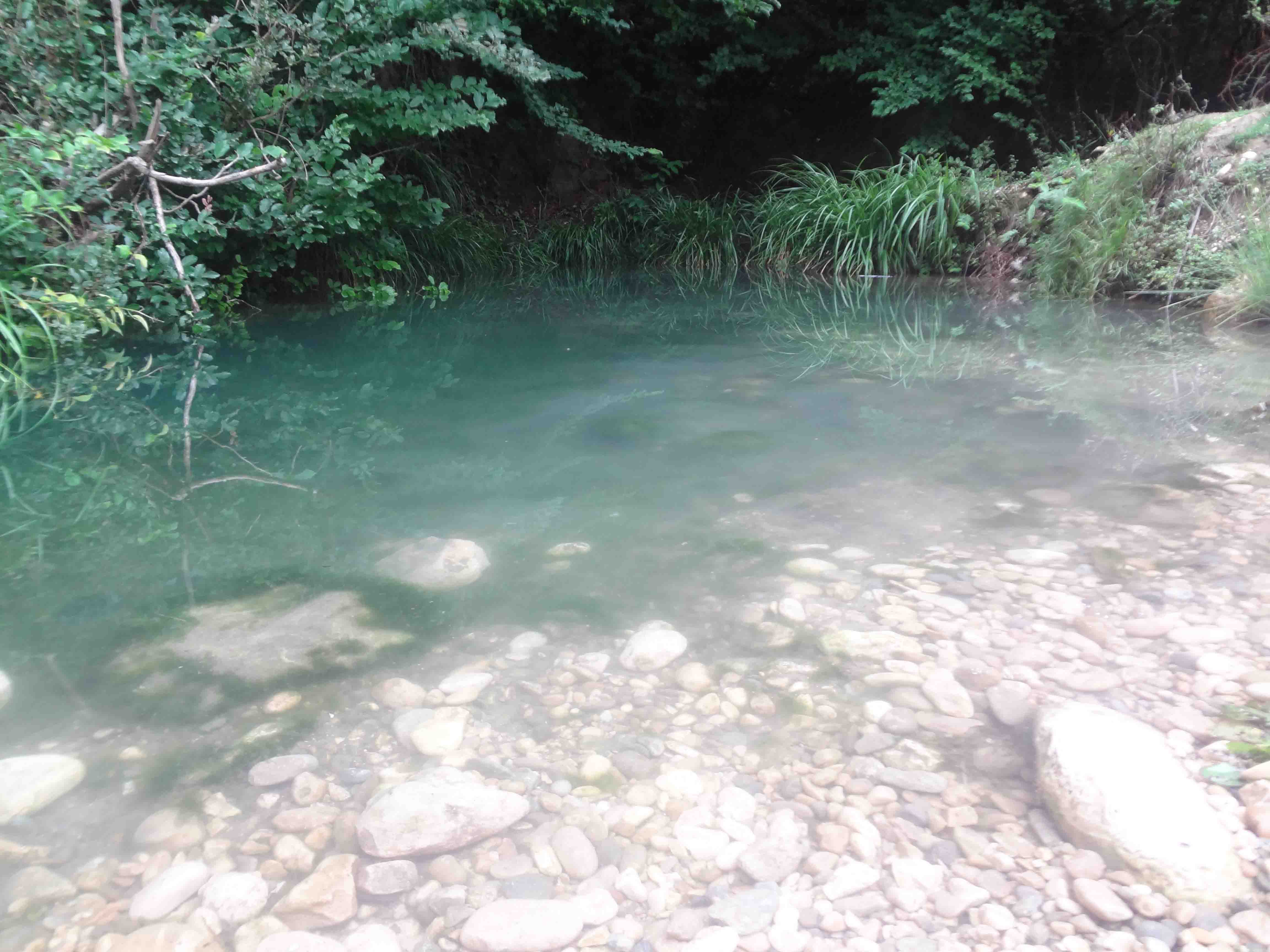
سرچشمه کئو که به خاطر کبود به نظر رسیدن آبش آن را کئو(کبود) می نامند

## کشاورزی
کشاورزی قسمت عمده‌ای از درآمد مردمان روستا را تشکیل می‌دهد.
محصولاتی که با این ناحیه و شرایط آب و هوایی آن سازگار است عبارتند از: گندم، جو، لوبیا یا دانه روغنی(سویا)، شالی، ارزن(گرس)، باقلا، کُلزا و ... می‌باشد.

## دامپروری
یکی دیگر از منابع درآمد روستاییان دامپروری می‌باشد. موقعیت جغرافیایی و شرایط اقلیمی روستا ایجاب می‌کند تا مردم در کنار کشاورزی به دامپروری بپردازند. زمین‌های کشاورزی پس از برداشت محصول بهترین چراگاه برای دام‌ها می‌باشد همچنین چراگاههای طبیعی زیادی که قابل کشت نمی باشد هم برای چرای گاو، گوسفند و بز استفاده می‌شود. در سالهای اخیر به علت جلوگیری از ورود گاوها به جنگلها از اهمیت گاوداری کاسته شده‌است و هر خانواده تعداد اندکی گاو را در دامداری‌های خود به صورت دستی نگه می دارند.

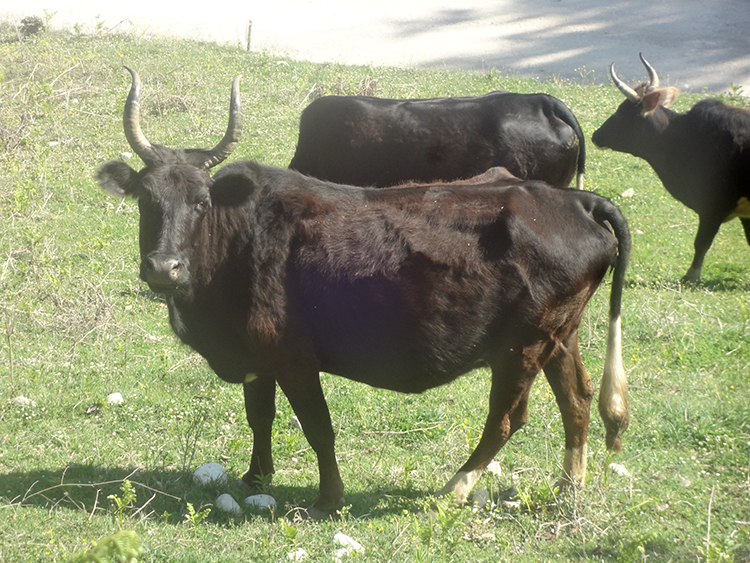
چند رأس گاوی که در محل باقی‌مانده در حال چرا در اطراف روستا می‌باشند

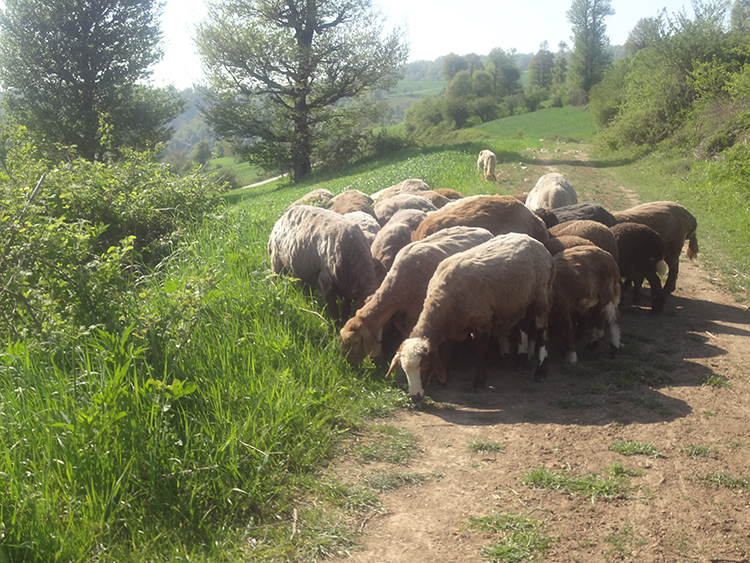
گوسفندان بخش عمده‌ای از دامهای روستای ولم را تشکیل می دهند